# Многочисленные Катерины
«Многочи́сленные Катери́ны» (англ. An Abundance of Katherines) — подростковый роман Джона Грина. Выпущенный в 2006 году, он стал финалистом премии Майкла Л. Принца.
Роман включает в себя приложения Дэниела Блисса, близкого друга Грина, объясняющие некоторые из наиболее сложных уравнений, которые использует главный герой Колин.

## Краткое содержание
Вундеркинд Колин Одинец из Чикаго только что окончил школу и пребывает в депрессии. Вместе с лучшим другом Хасаном он отправляется в незабываемое путешествие, которое навсегда изменит его жизнь. Друзьям предстоит пережить удивительные приключения, вывести формулу романтических отношений, бороться, влюбляться, разочаровываться, открыть тайну многочисленных Катерин и, наконец, стать по-настоящему счастливыми.

## Главные герои
- Колин Одинец. Любящий анаграммы семнадцатилетний мальчик с депрессией. Хотя он был вундеркиндом с IQ более 200, он ещё не стал «гением». Колин находит всё интересным, особенно вещи, которые, кажется, не волнуют других людей. Он встречался только с девушками по имени Катерина (англ. Katherine). После предательства Катерины XIX Колин чувствует, что у него внутри «дыра» и он хочет обрести целостность, поэтому отправляется в путешествие с Хасаном. Во время путешествия он знакомится с Линдси Ли Уэллс и начинает встречаться с ней. Колин пытается вывести формулу романтических отношений, но в конечном итоге приходит к выводу, что его теорема лишь слегка проливает свет на причину крушения отношений. На протяжении всего романа Колин пытался «заполнить дыру» и стать уникальным, но благодаря Линдси понял, что он «не уникален в самом лучшем из возможных способов».
- Хасан Харбиш. Ленивый, забавный и слегка имеющий лишний вес лучший и единственный друг Колина. Несмотря на то, что он умён и был принят в колледж, Хасан решил отложить учёбу на год. Поначалу Хасан, похоже, не планировал продолжать своё образование. Он убеждает Колина отправиться в путешествие, чтобы вырваться из депрессии. Хасан — мусульманин и он регулярно молится, действуя со строгой религиозностью, пока он не встречается с Катриной. Хасан является неотъемлемой частью путешествия Колина по поиску своей истинной личности.
- Линдси Ли Уэллс. Встречает Колина и Хасана в их поездке в Гатшот, штат Теннесси. Она — парамедик-практикантка, которая также проводит экскурсии по Гатшоту. Когда Линдси впервые появляется в романе, она встречается с Колином Лайфордом. Тем не менее, она не чувствует, что действительно является собой, пока она не начинает общаться с Колином Одинцом. Как и Колин, Линдси, похоже, мучается поиском своей идентичности. Вдохновлённая способностью Колина всегда быть собой, Линдси, наконец, становится самой собой.
- Холлис Уэллс. Мать Линдси. Экстремальный трудоголик. Очень добра к людям, которые работают на её фабрике.